# Завади (гміна Дзежґово)
Завади (пол. Zawady) — село в Польщі, у гміні Дзежґово Млавського повіту Мазовецького воєводства.
Населення — 224 особи (2011).
У 1975-1998 роках село належало до Цехановського воєводства.

## Демографія
Демографічна структура станом на 31 березня 2011 року:
|          | Загалом | Допрацездатний вік | Працездатний вік | Постпрацездатний вік |
| -------- | ------- | ------------------ | ---------------- | -------------------- |
| Чоловіки | 127     | 31                 | 85               | 11                   |
| Жінки    | 97      | 18                 | 55               | 24                   |
| Разом    | 224     | 49                 | 140              | 35                   |